# عبدالحسین بهنیا
عبدالحسین بهنیا (۱۲۸۳–۱۳۴۷ اروپا) مدتی وزیر دارایی و از کارگزاران اقتصادی دوران پهلوی بود.
در مدرسه علوم سیاسی درس خواند و به استخدام مالیه درآمد. بتدریج در مشاغل مدیرکلی دفتر وزارتی، مدیرکلی دخانیات، مدیرکلی خالصه‌جات (املاک دولتی)، مدیرکلی معاملات خارجی و مدیرکلی وزارت دارایی پیش رفت تا معاون پارلمانی وزارت دارایی شد و در طول دوران نخست‌وزیری عبدالحسین هژیر در سال ۱۳۲۷ که کرسی وزارت دارایی خالی بود، سرپرستی این وزارت‌خانه را به عهده داشت.
بهنیا در سال ۱۳۴۰ در کابینه دکتر علی امینی به وزارت دارایی و سرپرستی وزارت گمرکات و انحصارات منصوب شد. در اواخر کابینه از وزارت مستعفی شد و چند ماه بعد دوباره در کابینه امیر اسدالله علم به وزارت دارایی معرفی شد و نزدیک به یک سال وزیر بود.
بهنیا سپس رئیس بانک اعتبارات ایران و عضو شورای عالی بانک ملی شد تا اینکه در سال ۱۳۴۷ در اروپا پس از عمل جراحی درگذشت. 

## تالیفات
- زنجیرهای تقدیر
- پرده‌های سیاست دربارهٔ حکومت‌های رزم‌آرا، مصدق و زاهدی
- پرنس دو تالراند درباره تالیران